# Unity Arena
Unity Arena este o arenă acoperită multifuncțională din Fornebu, Bærum, o suburbie a orașului Oslo, Norvegia. Până pe 22 mai 2024 s-a numit Telenor Arena.
Arena găzduiește diferite tipuri de evenimente, precum spectacole, expoziții, emisiuni de televiziune și evenimente sportive. Are o capacitate de 15.000 de locuri pentru evenimente sportive și 23.000 de locuri pentru concerte, inclusiv 40 de locuri de lux și 1.200 semi-lux. Are acoperiș neretractabil, iar suprafața este asfaltată. Arena a fost inaugurată oficial înainte de sezonul 2009, înlocuind Stadionul Nadderud; a costat 585 de milioane de coroane norvegiene (NOK).

## Evenimente

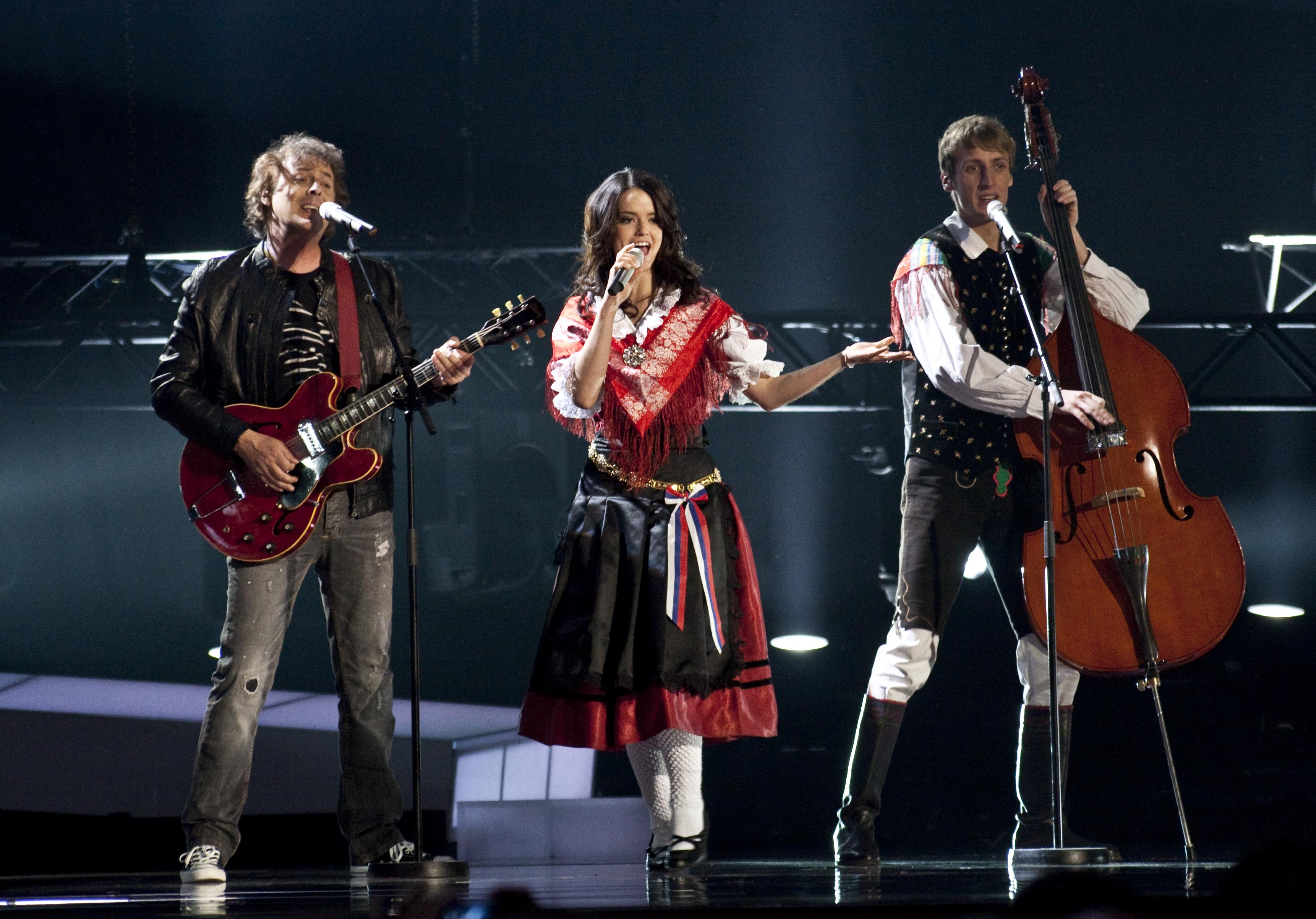
Reprezentanții Sloveniei în cea de-a doua semifinală a Concursului Muzical Eurovision 2010

Telenor Arena a fost stadionul oficial al echipei Stabæk Fotball, care joacă în Prima Ligă Norvegiană. Primul meci jucat a fost un amical împotriva clubului suedez IFK Göteborg pe 24 ianuarie 2009. Deschiderea oficială a stadionului a avut loc pe 8 martie, când a găzduit Superfinalen 2009, un meci între Stabæk (Liga Campionilor) și Vålerenga (Cupa Campionilor).
Stabæk a jucat patru meciuri în turneul UEFA la Fornebu: împotriva KF Tirana și F.C. Copenhagen în timpul calificării pentru Liga Campionilor 2009-2010, împotriva Valencia CF în play-off pentru UEFA Europa League 2009-2010 și împotriva FC Dnepr Moghilău în calificarea pentru UEFA Europa League 2010-2011. Recordul de participare al clubului Stabæk pe Arena Telenor a fost înregistrat pe 13 septembrie 2009, când 13.402 de oameni au asistat la un joc de ligă împotriva Rosenborg BK. Recordul stabilit la un joc din cadrul UEFA a fost de 12.560 de persoane, la meciul cu Copenhaga.
Lista de mai jos prezintă numărul mediu, maxim și minim al spectatorilor prezenți la meciurile de acasă ale clubului Stabæk din Prima Ligă. Aceasta oferă de asemenea și un clasament al numărului de spectatori în raport cu celelalte echipe din Prima Ligă.
| Sezon | Medie | Min   | Max    | Loc | Ref   |
| ----- | ----- | ----- | ------ | --- | ----- |
| 2009  | 9.472 | 8.115 | 13.409 | 7   | [ 6 ] |
| 2010  | 8.006 | 6.661 | 11.807 | 8   | [ 7 ] |
| 2011  | 7.502 | 5.686 | 11.930 | 8   | [ 8 ] |

Printre artiștii și trupele care au concertat în arenă se numără AC/DC cu Black Ice World Tour și Tina Turner cu 50th Anniversary Tour în 2009, Andrea Bocelli în 2010, Metallica pentru două nopți în turneul World Magnetic Tour în 2010 și Iron Maiden cu The Final Frontier World Tour în 2011. Arena Telenor a găzduit de asemenea și Concursul Muzical Eurovision 2010, care a avut loc pe 25, 27 și 29 mai 2010. În timpul acelei săptămâni, Stabæk a fost nevoit să joace pe Stadionul Ullevaal din Oslo. Alte evenimente desfășurate aici includ Solberg Extreme Motorshow, Oslo International Horse Show și Sensation.

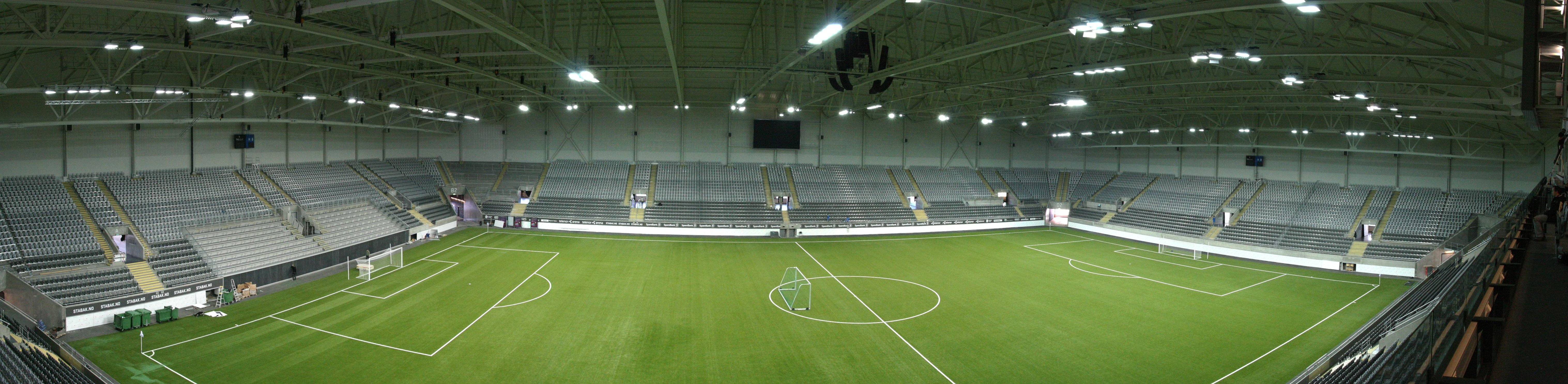
Interiorul Arenei Telenor.